# جون هنري بوينتنج
جون هنري بوينتنج (بالإنجليزية: John Henry Poynting)‏ (و. 1852 – 1914 م) هو فيزيائي، وأستاذ جامعي من المملكة المتحدة . ولد في مانشستر . وكان عضواً في الجمعية الملكية .
توفي في برمنغهام (إنجلترا)، عن عمر يناهز 62 عاماً.

## التعليم
تعلم في جامعة كامبريدج

## جوائز
حصل على جوائز منها:
- زمالة الجمعية الملكية
- قلادة ملكية.

## روابط خارجية
- جون هنري بوينتنج على موقع الموسوعة البريطانية (الإنجليزية)